# Сан-Антоніто (округ Берналільйо, Нью-Мексико)
Сан-Антоніто (англ. San Antonito) — переписна місцевість (CDP) в США, в окрузі Берналільйо штату Нью-Мексико. Населення — 989 осіб (2020).

## Географія
Сан-Антоніто розташований за координатами 35°9′27″ пн. ш. 106°20′51″ зх. д. / 35.15750° пн. ш. 106.34750° зх. д. (35.157517, -106.347514).  За даними Бюро перепису населення США в 2010 році переписна місцевість мала площу 6,33 км², уся площа — суходіл.

## Демографія
Згідно з переписом 2010 року, у селищі мешкало 985 осіб у 419 домогосподарствах у складі 299 родин. Густота населення становила 156 осіб/км².  Було 469 помешкань (74/км²).
Расовий склад населення:
| - 86,3 % — білих - 2,1 % — корінних американців - 1,0 % — азіатів - 0,4 % — чорних або афроамериканців - 7,4 % — осіб інших рас |

До двох чи більше рас належало 2,7 %. Частка іспаномовних становила 22,1 % від усіх жителів.
За віковим діапазоном населення розподілялося таким чином: 17,4 % — особи молодші 18 років, 67,2 % — особи у віці 18—64 років, 15,4 % — особи у віці 65 років та старші. Медіана віку мешканця становила 49,2 року. На 100 осіб жіночої статі у селищі припадало 97,8 чоловіків;  на 100 жінок у віці від 18 років та старших — 97,1 чоловіків також старших 18 років.
Середній дохід на одне домашнє господарство  становив 94 584 долари США (медіана — 81 778), а середній дохід на одну сім'ю — 99 155 доларів (медіана — 95 313). За межею бідності перебувало 2,3 % осіб, у тому числі 0,0 % дітей у віці до 18 років та 9,0 % осіб у віці 65 років та старших.
Цивільне працевлаштоване населення становило 515 осіб. Основні галузі зайнятості: освіта, охорона здоров'я та соціальна допомога — 17,5 %, транспорт — 16,7 %, публічна адміністрація — 16,5 %.